# Festuca burnatii
La Festuca  burnatii  es una especie herbácea gramínea, de la familia de las Poaceae. 

## Descripción
Planta gramínea perenne, con rizoma corto y vigoroso recubierto de fibrillas con las que puede asentarse en medios con poco sustrato, formando tupidas cubiertas cespitosas (como césped). Hojas basales que abrazan al tallo (vainas foliares) de unos 5 mm de ancho, con bordes libres menos en la base, unida al tallo mediante lígulas membranosas de 7 mm; lampiñas y arrugadas transversalmente, y con punta aguda. Los tallos alcanzan los 25 cm de longitud, con un grosor de 1 mm aproximadamente. Inflorescencia en panículas o espigas verde pálido con manchas violáceas, de hasta 9 mm, con dos brácteas protectoras.

## Distribución y hábitat
Es endémica de la cordillera Cantábrica, frecuente en pastizales subalpinos y montanos, entre los 700 y 2000 msn, sobre suelo calizo expuesto a largos periodos de helada y deshielos estivales que cambian la estructura del terreno (crioturbación). También en fisuras entre formaciones calizas).

## Taxonomía
Festuca burnatii fue descrita por  Alfred Marie Augustine Saint-Yves y publicado en Annuaire du Conservatoire et Jardin Botaniques de Genève 16: 347, t. 4. 1913.
Citología
Número de cromosomas de Festuca burnatii (Fam. Gramineae) y táxones infraespecíficos: n=7
Etimología
Festuca: nombre genérico que deriva del latín y significa tallo o brizna de paja, también el nombre de una mala hierba entre la cebada.
burnatii: epíteto otorgado en honor del botánico suizo Émile Burnat.